# Pharmakina
 (août 2025).
Si vous disposez d'ouvrages ou d'articles de référence ou si vous connaissez des sites web de qualité traitant du thème abordé ici, merci de compléter l'article en donnant les références utiles à sa vérifiabilité et en les liant à la section « Notes et références ».
Pharmakina est une société agro-industrielle et pharmaceutique de droit congolais ayant son siège social à
Bukavu. Née d'une multinationale allemande, Boehringer Mannheim, un groupe qui a l'expérience de la quinine
depuis 1856, la Pharmakina plonge ses racines dans la coopérative des planteurs qui ont créé en 1942 l'usine
manufacturière de la quinine dénommée Congo-Kina. 

## Histoire
En 1842, la Pharmakina « LOWENA POTHERE » de la ville de Rhi (Allemagne), commença la fabrication de la quinine. Jobs s'associe à C. ZIMMER dans la compagnie de la fabrication de la quinine.
En 1926 la compagnie est prise par BOERHINGER M et installée dans la ville de STUTTGART. La quantité de la quinine produite dans cette ville était insuffisante, ce qui nécessite l'agrandissement des bâtiments.
Trente années plus tard (1854), le botaniste Allemand J K HASSKARL, réussit, avec le concours du gouvernement de l'indo- hollandais à faire entrer un grand nombre des plantes de quinquina sur l'île de Java (Indonésie).
Déjà avant la 2è guerre mondiale, le quinquina était planté dans la province du Sud- Kivu, la semence utilisée provenait de l'île de Java, pendant la guerre et après on continua à agrandir la superficie de champs de quinquina. Une usine de la fabrication de la quinine « Congo- kina » fut créée à Bukavu et plus grande partie de ses appareils est venue d'une usine fermée en Ecosse.
Le 30 octobre 1956, les hommes d'affaires Belges et Allemands constituent une Société Congolaise par Action à responsabilité limitée sous la dénomination de « PHARMAKINA ». Cette société nouvellement constituée a son siège administratif à Bruxelles. Autorisé par l'arrêté royal du 22 Novembre 1956, la société a pour objet, l'exploitation d'une usine à quinquina à Bukavu ainsi que toutes les opérations industrielles,
commerciales et financières relatives à l'industrie des produits végétaux, pharmaceutiques et chimiques.
En mars 1998, suite à des concurrences sur le marché international des produits pharmaceutiques, obligera les Allemands à céder la société au groupe Roche de Suisse.

## Objectifs
La Pharmakina a pour objectif, exploiter l'usine de quinquina à Bukavu, ainsi que toutes les opérations industrielles, commerciales et financières à l'industries des produits végétaux (écorces quinquina), pharmaceutiques et chimiques. Elle a pour objectif général de promouvoir l'économie au sein de la population par la fabrication des produits pharmaceutiques et leur distribution 

## Produits
voici les produits de la Pharmakina 
- Pk 500mg
- Pk 300mg
- Pk 250mg
- Quinine injectable 250mg
- Quinine injectable 500mg

- Etc.
Ces produits sont fabriqués par la société pour la consommation du Congo en priorité et pour d'autres pays du continent et du monde.